# Макараванк (Пемзашен)
Макараванк (арм. Մակարավանք (Պեմզաշեն); также известный как церковь Святого Сиона) — армянская церковь XI века, расположенная на южной окраине села Пемзашен Ширакской области Армении. В настоящий момент, каких-либо подробных сведений о церкви в сети, возможно, нет.

## История
К юго-востоку от Пемзашена находится Макараванкская церковь Святого Сиона, которая, согласно надписи, была построена в 1001 году кем-то по имени Саак. Вокруг церкви находится старое кладбище монастыря.

## Галерея

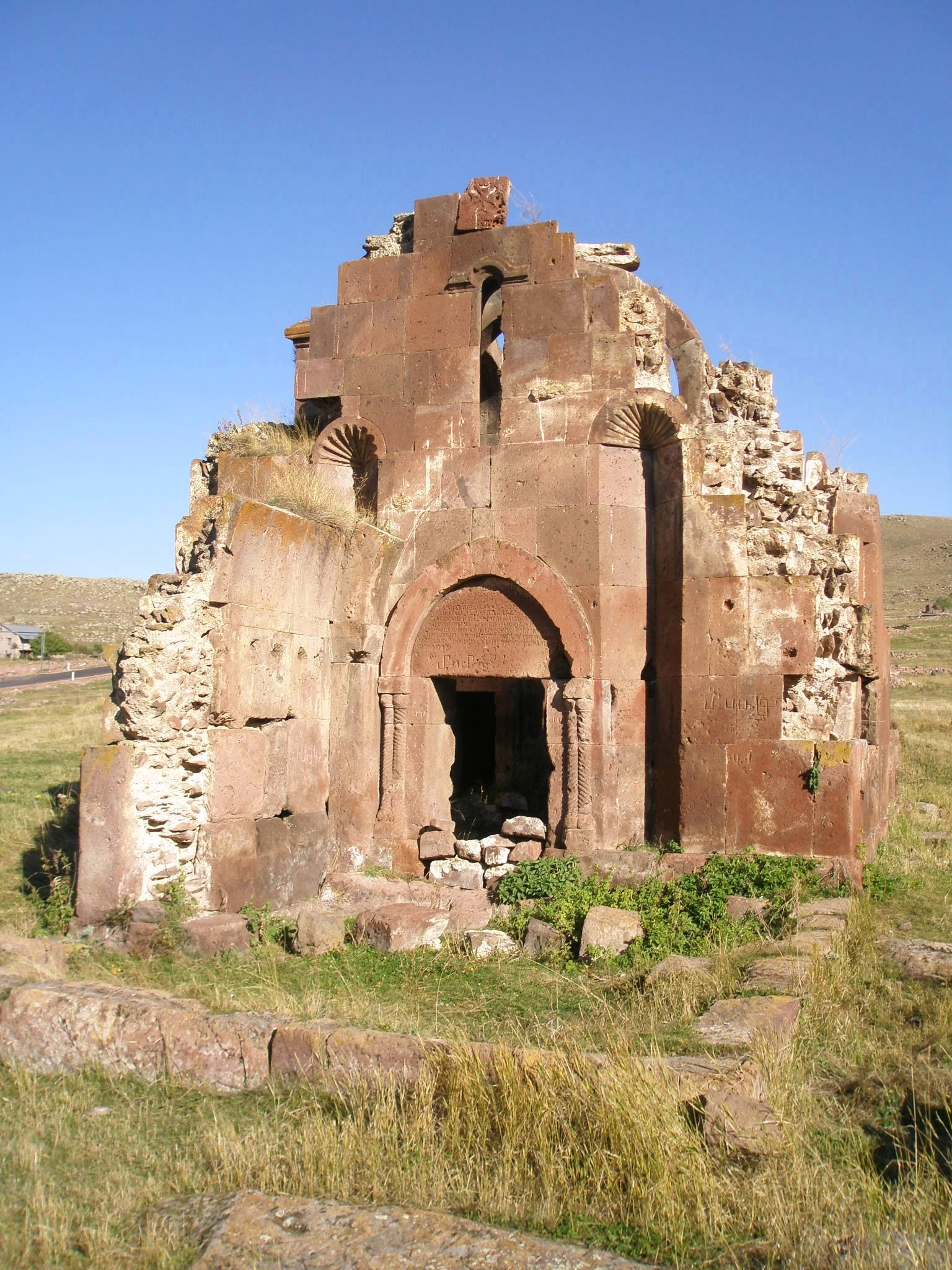
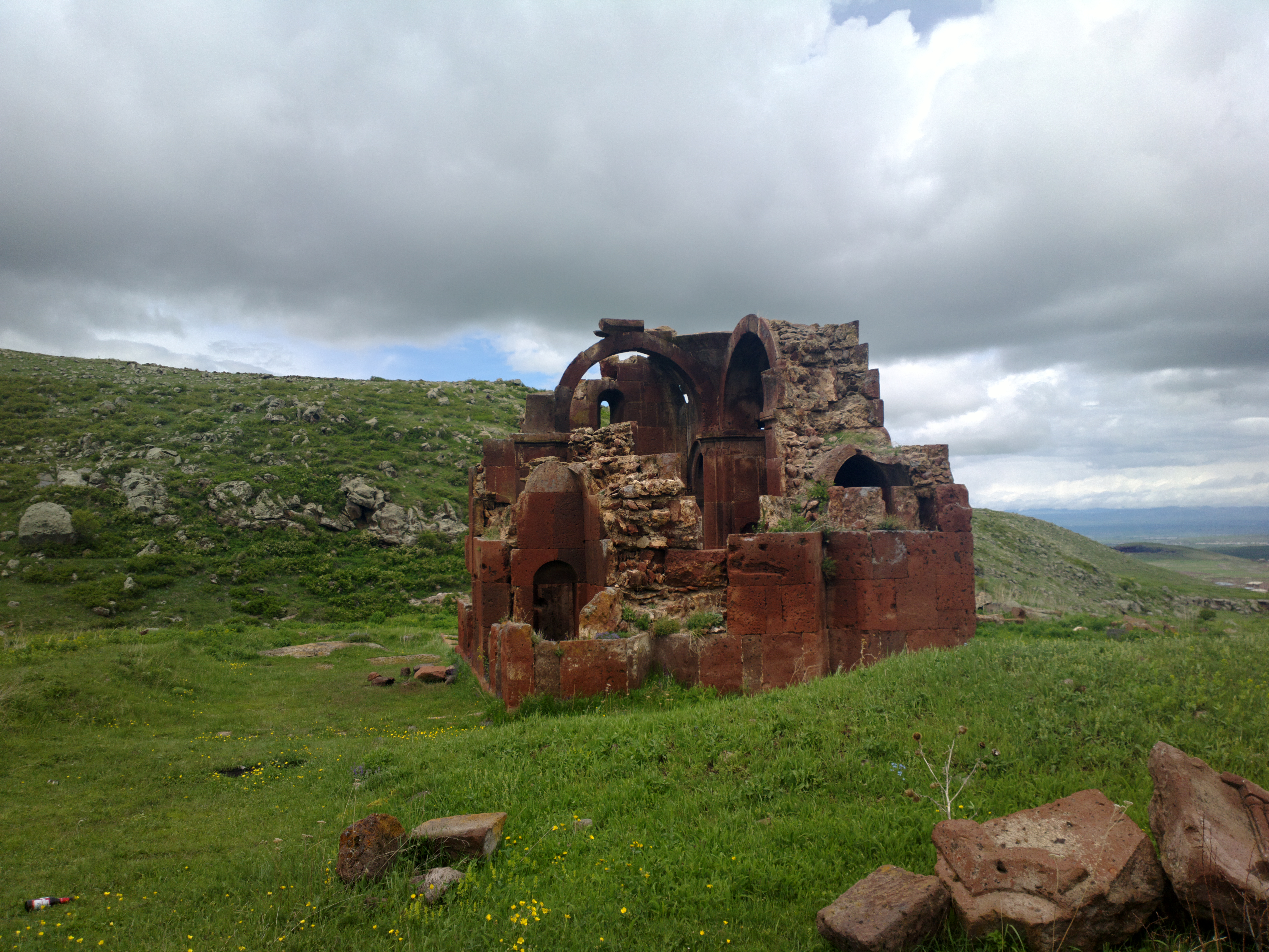
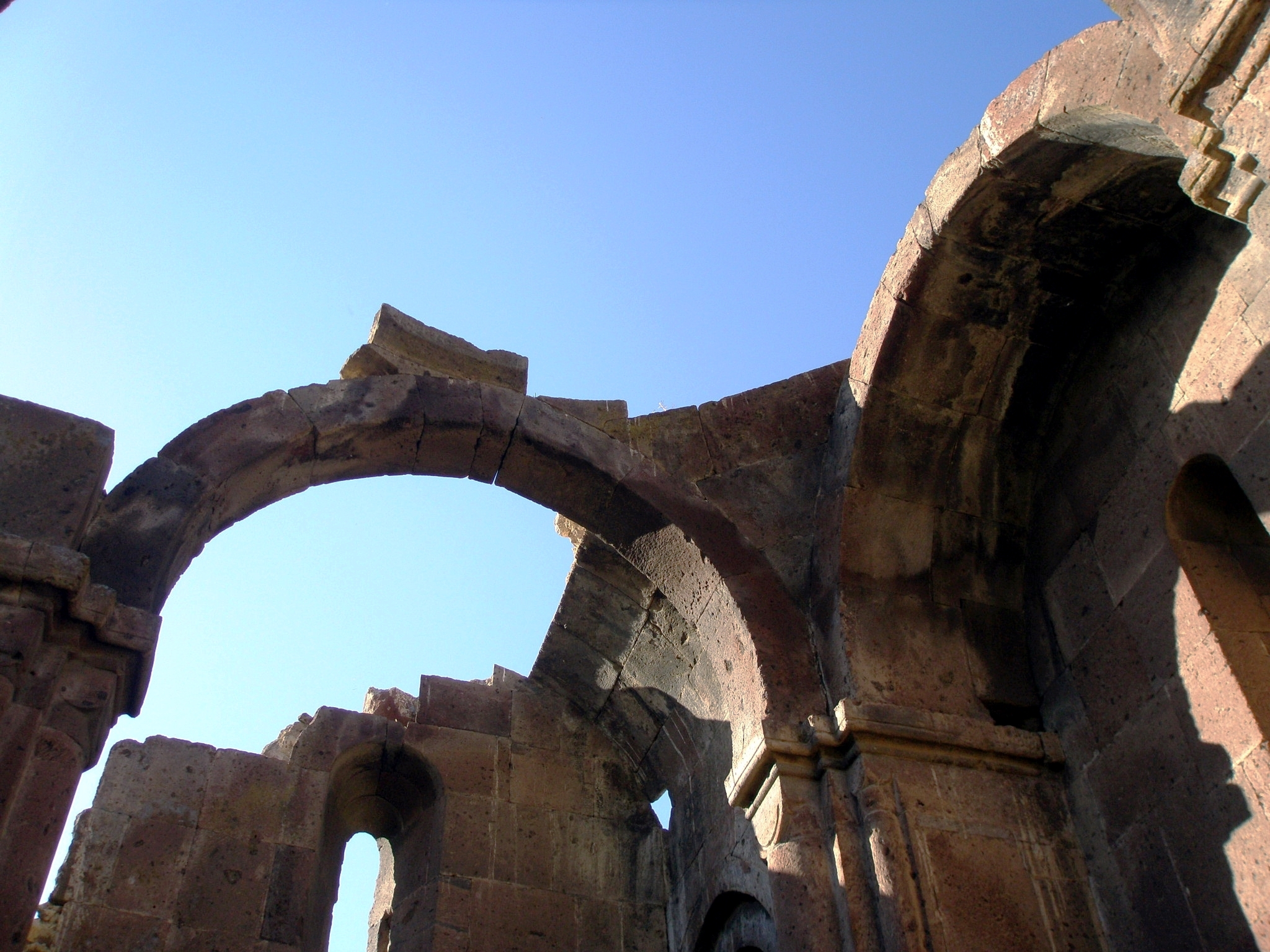
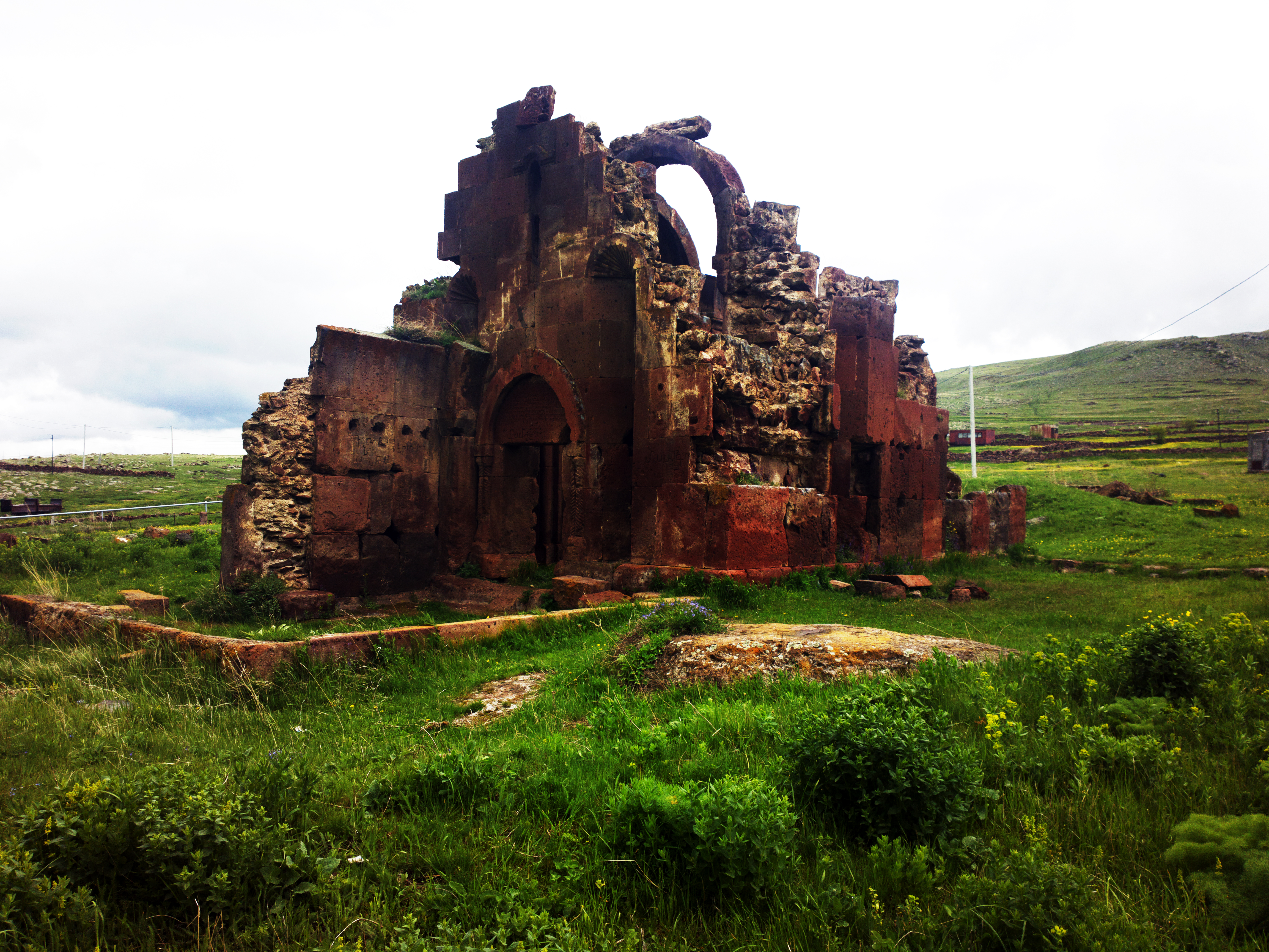
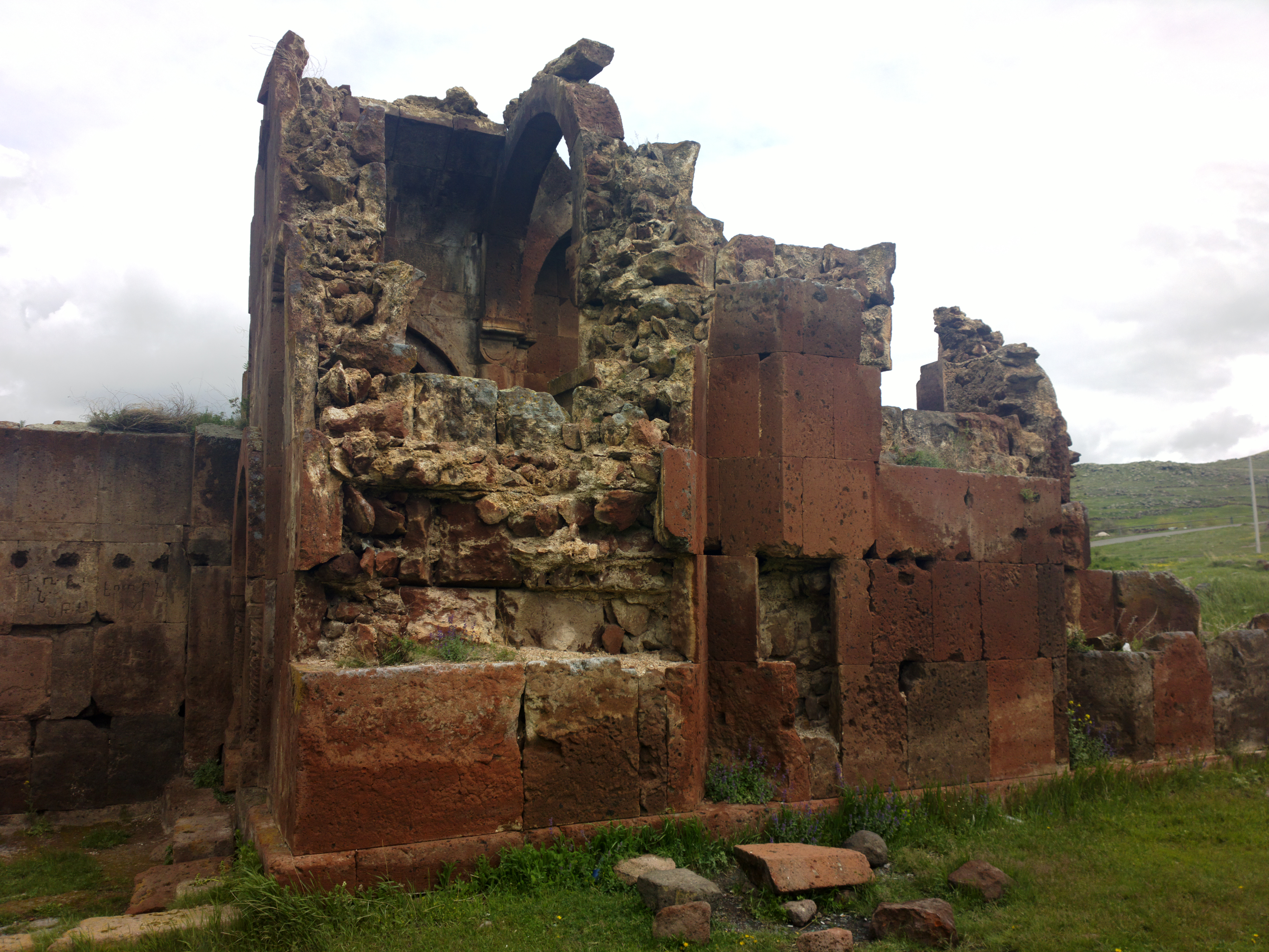
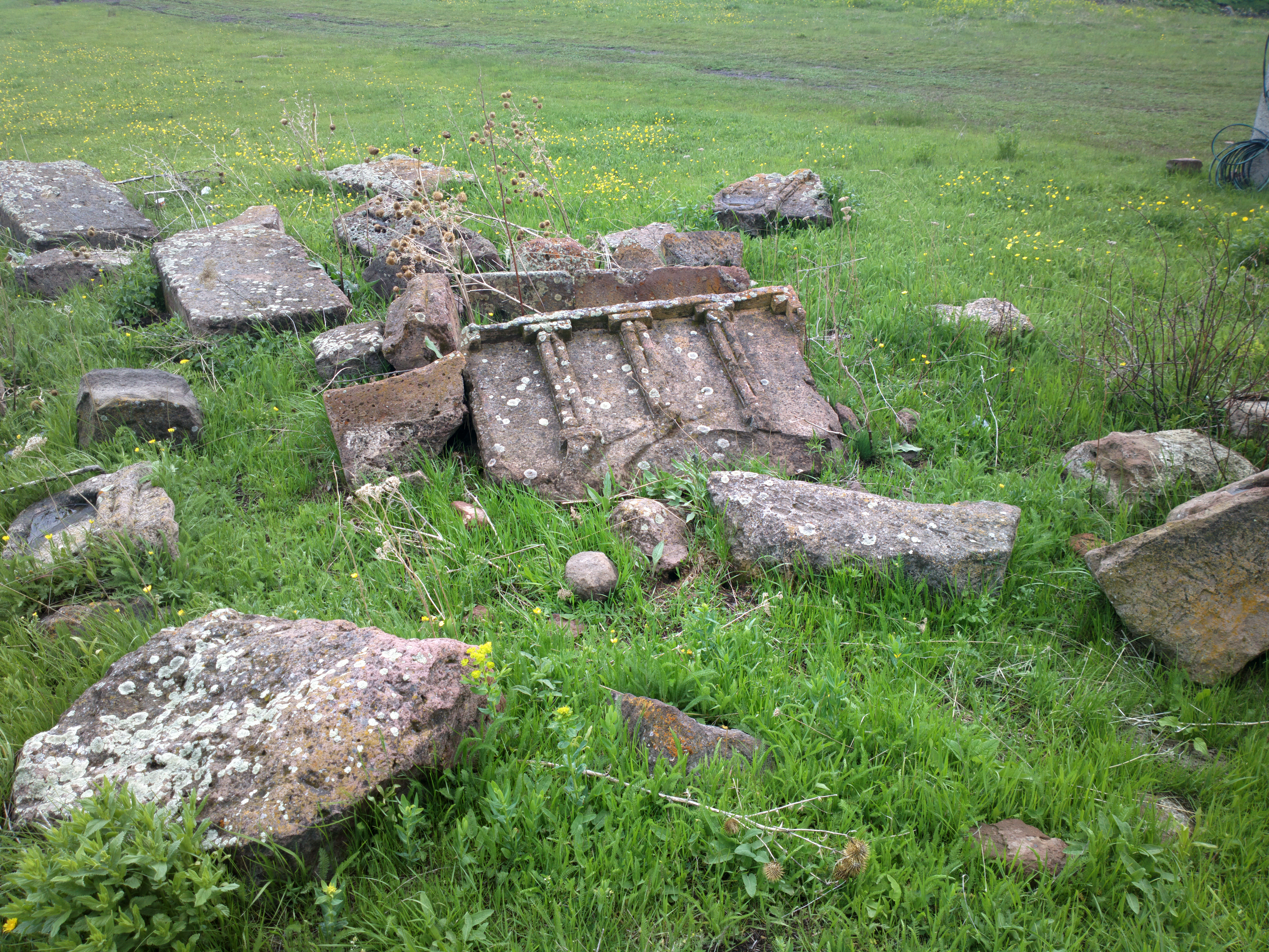
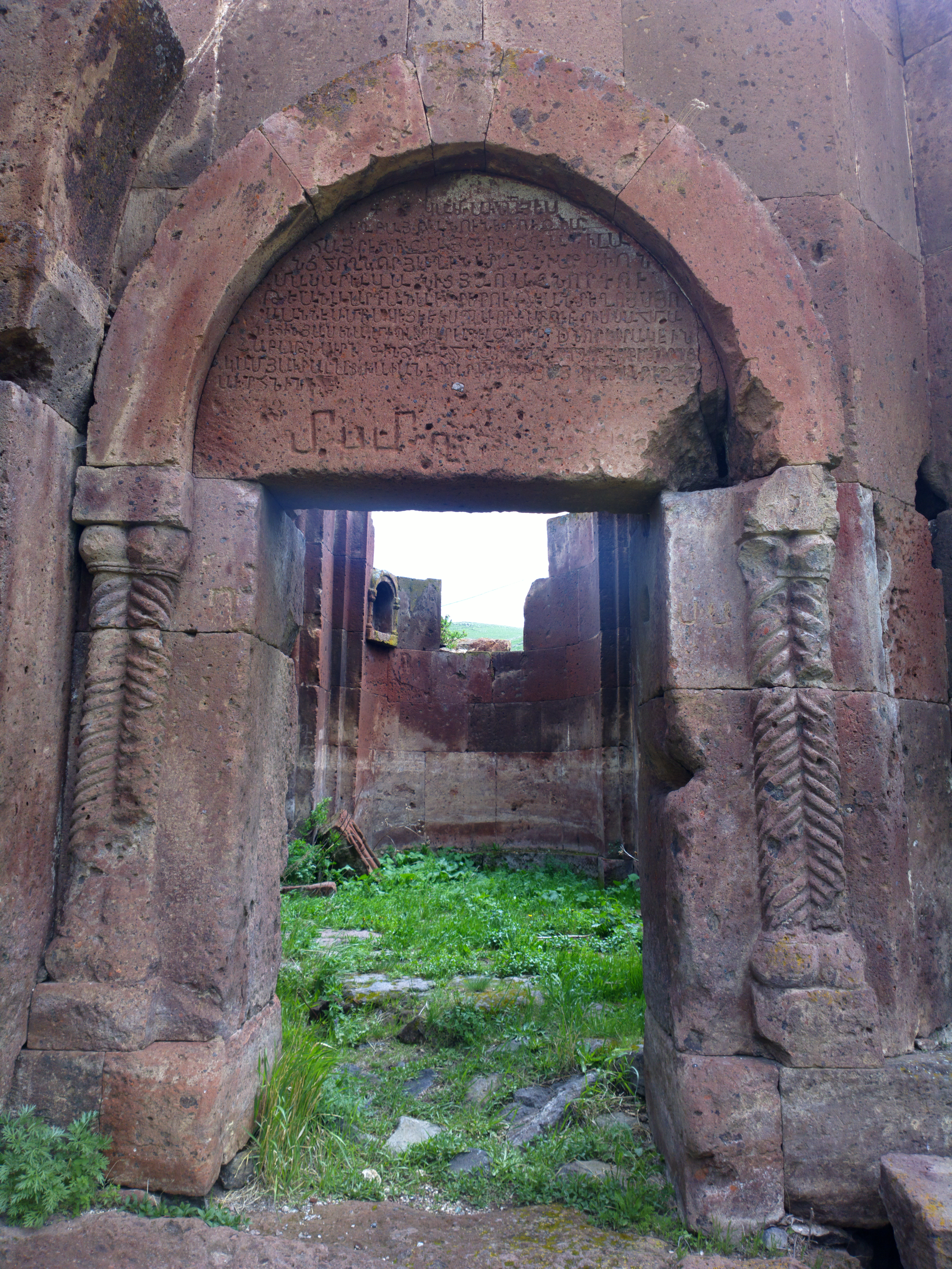
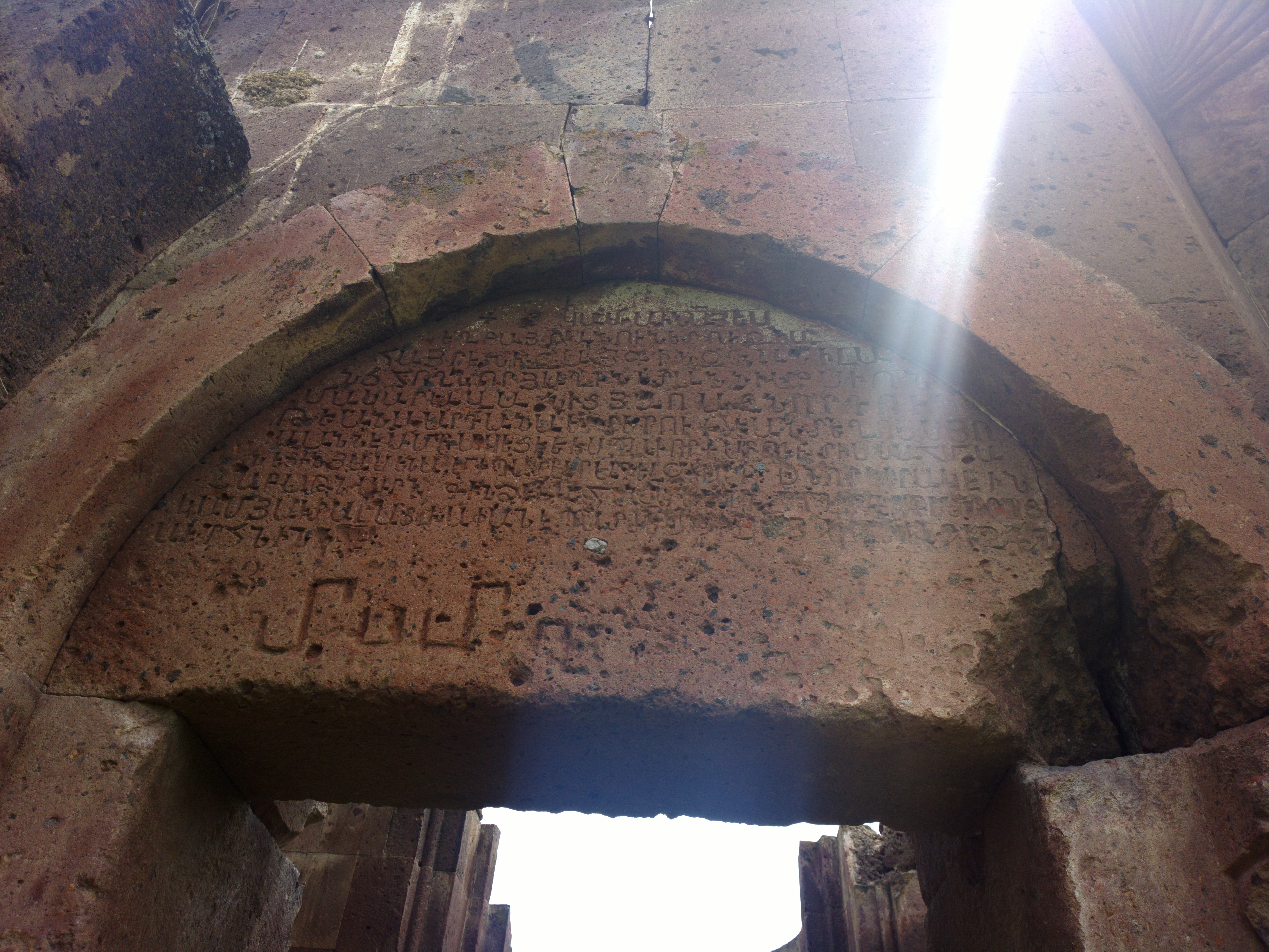